# Fenothiazine
Fenothiazine is een organische verbinding met als brutoformule C12H9NS. De stof komt voor als gele trigonale kristallen, die donkergroen worden bij blootstelling aan licht. Fenothiazine is onoplosbaar in water.
Fenothiazine is een basismolecule voor vele derivaten, die een wijd toepassingsveld hebben in de geneesmiddelenindustrie.

## Synthese
Fenothiazine werd voor het eerst gesynthetiseerd door August Bernthsen in 1883. Hij liet difenylamine reageren met zwavel. Tegenwoordig wordt de stof bereid door een cyclisatie van difenylsulfide.

## Toepassingen
Fenothiazine wordt sedert 1935 gebruikt als insecticide, toen het op de markt werd gebracht door DuPont. Soms wordt het ook gebruikt als anthelminthicum.
De belangrijkste toepassingen van fenothiazine en diens derivaten liggen echter bij de productie van geneesmiddelen:
- Antipsychotica, zoals chloorpromazine (waarbij een dimethyl-propan-1-amine-groep aan het stikstofatoom uit fenothiazine is gekoppeld)
- Antihistaminica, zoals promethazine (waarbij een dimethyl-2-aminopropaangroep aan het stikstofatoom uit fenothiazine is gekoppeld)

De fenothiazines maken de grootste groep uit binnen de antipsychotische geneesmiddelen. Toch kunnen ze heel wat ernstige bijwerkingen hebben, zoals acathisie, tardieve dyskinesie en, in mindere mate, het maligne neuroleptisch syndroom.
Verder worden fenothiazines gebruikt tegen hartfalen en als anti-emeticum tegen overgeven bij onder andere reisziekte.

## Toxicologie en veiligheid
De stof ontleedt bij verhitting en bij contact met zuren, met vorming van giftige en irriterende dampen, onder andere stikstofoxiden en zwaveloxiden.
De stof is irriterend voor de ogen, de huid en de luchtwegen.